# Martin Engler
Martin Engler (* 1967) ist ein deutscher Sänger, Komponist, Schauspieler, Regisseur und Hörspielsprecher, der in Berlin lebt und für seine zahlreichen Hörspielaufnahmen bekannt ist.

## Leben
Nach dem Abitur studierte Martin Engler zunächst Theaterwissenschaften, Philosophie und Politikwissenschaften. Im Anschluss machte er von 1992 bis 1996 eine Ausbildung zum Schauspieler an der Hochschule für Schauspielkunst „Ernst Busch“ Berlin.
Bereits 1995 engagierte ihn das Maxim Gorki Theater. Daraufhin wirkte er als freischaffender Schauspieler und Regisseur in der Hauptstadt neben anderen Stationen am Berliner Ensemble, für das Deutsche Theater, das Hebbel-Theater und der Volksbühne am Rosa-Luxemburg-Platz sowie an der Schaubühne am Lehniner Platz. Darüber hinaus arbeitete er für das Schauspielhaus Wien und das Staatsschauspiel Nürnberg, das Dublin Theatre Festival sowie am Célestins-Théâtre de Lyon und in Luxemburg. Von 2006 bis 2009 gehörte er zum festen Ensemble am Theater Basel. Im Verlauf der Spielzeit 2011/2012 spielte Martin Engler als Gast im Ensemble der Wuppertaler Bühnen.
Des Weiteren wirkt er seit 2000 als Schauspiel-Dozent an der Berliner Hochschule für Schauspielkunst „Ernst Busch“, „notorischer Sprecher und Regisseur von Hörspielproduktionen in Deutschland, Österreich, der Schweiz und Frankreich“. Diese Hörspiele wurden mehrfach mit Preisen ausgezeichnet, so zum Beispiel mit dem Prix Italia, dem Kinderhörspielpreis der Stadt Karlsruhe, dem Karl-Sczuka-Preis oder dem Gold Award for Radio Broadcasting. Seit 1999 hat Martin Engler in rund 130 Hörspielen mitgewirkt.
Außerdem engagiert er sich bei der Realisierung von Kurz- und Experimentalfilmen sowie interdisziplinären Projekten zwischen Drama, bildender Kunst und den Wissenschaften. Engler singt außerdem, komponiert und arrangiert, so beispielsweise Lieder des schwedischen Nationaldichters Carl Michael Bellman.

## Hörspiele (Auswahl) und Features
Sprecher
- 1995: Adolf Schröder: Der Trompetenspieler – Regie: Jörg Jannings (MDR)
- 1995: Ronald Steckel:  Wie es ist (auch:  Litanei der Finsternis) – Regie: Ronald Steckel (SFB/DLR)
- 1995: Simone Schneider: Malaria – Regie: Annette Jainski (DLR)
- 1999: Ricarda Bethke: Catter – Regie: Christiane Ohaus (DeutschlandRadio Berlin)
- 1999: Marius von Mayenburg: Haarmann – Regie: Wulf Tiehaus (DLF)
- 1999: Wilhelm Pevny: Eine Stunde Welt – Regie: Nikolaus Scholz (ORF/WDR)
- 1999: Paul Plamper/Alban Rehnitz:  (schreibt auf. unsere haut) Projekt RAF – Regie: Paul Plamper/Andreas Weiser (HR)
- 1999: Ronald Steckel: Der eine Geist – Regie: Ronald Steckel (SWR)
- 2000: Rainer Rauch (Pseudonym): Die Irrfahrten des Christian Reutter – Regie: Wolfgang Rindfleisch (DLR)
- 2000: Jenny Reinhardt: Das Nordseeschwein – Regie: Beatrix Ackers (DLR)
- 2001: Detlef Bluhm: Das Geheimnis des Hofnarren – Bearbeitung: Andrea Czesienski, Regie: Ulrike Brinkmann (DeutschlandRadio Berlin)
- 2001: Steffen Thiemann:  Nichtschwimmercafé – Regie: Christiane Ohaus (NDR)
- 2001: Norbert Zähringer: Die kleinen und die Bösen – Regie: Annette Berger (DLR)
- 2002: test bed: Elektronisches Träumen – Regie: test bed (BR)
- 2002: Irmgard Maenner/Susann Sitzler: „Seh ich so aus, als hätt ich Gnade?“ – Innenansichten eines Dominastudios – Regie: Nikolai von Koslowski (Feature – DLR)
- 2002: Volker Braun: Die 14. Provinz – Regie: Barbara Plensat (SFB-ORB)
- 2002: Andreas Knaup:  Genopoly – Regie: Robert Matejka (DLR)
- 2002: Peter Steinbach: Die wunderbare Welt des Jean-Henri Fabre (12 Teile) – Regie: Marguerite Gateau (DLR)
- 2003: Albrecht Behmel: Ist das Ihr Fahrrad, Mr. O’Brien? – Regie: Nikolai von Koslowski (SR)
- 2003: Thomas Körner:  s.t.a.a.t. – Das ist die Mär vom Gevatter – Regie: Hans von Cramer (DLR)
- 2004: Heimrad Bäcker: Epitaph – Bearbeitung/Regie: Ronald Steckel (WDR)[4]
- 2004: Frank Becker: Snobby Dim – Regie:Beate Andres (DeutschlandRadio Berlin)
- 2004: Thomas Doktor/Carla Spies: Der Bluter von Klagenfurt (SWR)
- 2004: Michael Koser: Die Schule der Glücksritter oder Arsène Lupin trifft Al Capone – Regie: Renate Heitzmann (DLR)
- 2004: Ronald Steckel: Durchbrüche – Regie: Ronald Steckel (RBB)
- 2004: Ulrich Wildgruber: Der Lachszug der Wörter – Regie: Sabine Worthmann (HR)
- 2005: Jane Bowles: Zwei sehr ernsthafte Damen – Bearbeitung/Regie: Heike Tauch (DKultur)
- 2005: Marcus Braun: Delhi – Regie: Oliver Sturm (SWR)
- 2005: Andreas Knaup:  Kuckuckskind – Regie: Klaus-Michael Klingsporn (DLR)
- 2005: Tom Peuckert:  Patriarchendämmerung – Regie: Andrea Getto (RBB)
- 2005: Tankred Dorst: Parzivals Weg – Ein Fragment – Regie: Beate Andres (DKultur)
- 2005: Thomas Stiller:  Stille Nacht – Heilige Nacht – Regie: Christoph Dietrich (SWR)
- 2006: Esmahan Aykol: Hotel Bosporus – Bearbeitung/Regie: Judith Lorentz (SWR)
- 2006: Esmahan Aykol: Bakschisch – Bearbeitung/Regie: Judith Lorentz (SWR)
- 2006: Mariannick Bellot: Weg ins Leben – Regie: Stefanie Horster (DKultur)
- 2006: Philippe Bruehl: Toulouse Confidential – Regie: Philippe Bruehl (SWR)
- 2006: Friedrich Christian Delius: Die Minute mit Paul McCartney – Regie: Christiane Ohaus (RB/WDR)
- 2006: Ludwig Fels: Hello, I'm Glen Sherley – Regie: Christiane Ohaus (RB)
- 2006: Jörg Graser:  Diridari – Regie: Robert Matejka (DLR)
- 2006: Malte Jaspersen: Amaterasu in Shinjuku – Regie: Malte Jaspersen/Peter Avar (RBB/RB)
- 2006: David Zane Mairowitz:  Happy Birthday, Tschernobyl (auch: Wie ich der Atomwolke entging, weil ich das Glück hatte, in Frankreich zu leben.) (DLR)
- 2006: Peter Stamm:  Treibgut – Regie: Andrea Getto (RBB)
- 2006 bis 2010:Thomas Doktor:  Johnny B. Handsome 1 bis 20 – Regie: Carla Spies (EIG im Auftrag des RBB)
- 2007: Joseph Roth: Die Legende vom heiligen Trinker  Französisch/Deutsch – Regie: Marguerite Gateau  (DKultur/SR und France Culture)
- 2007: Bernd Schmidt:  Tod im Bild. Der Fall Fabritius – Regie: Stefan Hilsbecher (SWR)
- 2007: Carla Spies: Hangman – Viktor Berger und der tote Michael Hutchence – Regie: Carla Spies, Thomas Doktor, (SWR)
- 2008: James Graham Ballard: Karneval der Alligatoren – Bearbeitung/Regie: Oliver Sturm (NDR)
- 2008: Kathrin Röggla: recherchegespenst – Regie: Leopold von Verschuer/Kathrin Röggla (BR)
- 2008: Stéphanie Samesch: Der Lebenslaufbattle – Regie: Simona Ryser (DRS)
- 2008: Maraike Wittbrodt: Glücksbrief – Regie: Beatrix Ackers (Kinderhörspiel – DKultur)
- 2008: Raymond Federman: Mein Körper in 9 Teilen – Regie: Götz Naleppa (DKultur)
- 2008: Jules Verne: 20.000 Meilen unter dem Meer Deutsche Fassung: Holger Teschke – Regie: Götz Naleppa (DKultur)
- 2009: Gustave Akakpo: Die Aleppo-Beule – Regie: Beatrix Ackers (SR)[5]
- 2009: Oliver Bukowski: In Grund und Boden – Regie: Alexander Schuhmacher (SWR)
- 2009: Steven Carroll: Die Kunst des Lokomotivführers – Bearbeitung: Matthias Baxmann, Regie: Oliver Sturm (SWR)
- 2009: Felix Huby: Schlössers Geheimnis oder Frauen morden anders  Regie: Robert Schoen (Radio Tatort 24)  (SWR)
- 2009: Joanna Lisiak: Joanna Lisiak – Regie: Claude Pierre Salmony (DRS)
- 2009: Thomas Doktor/Carla Spies:  Under Heavy Metal (auch:  Viktor Berger und die Leiche unter dem Bus.) – Regie: Thomas Doktor/Carla Spies (SWR)
- 2009: Ronald Steckel:  Möcht ich ein Komet sein – Regie: Ronald Steckel (RBB)
- 2010: Sabine Wen-Ching Wang: Die Einladung – Regie: Simona Ryser (DRS)
- 2010: Jürgen Hofmann: Bildnis des jungen Mannes mit Zitrone – Regie: Beate Becker (DLR)
- 2010: Josep M. Benet i Jornez: Souterrain – Soterrani – Regie: Jörg Jannings (DKultur)
- 2010: Arno Schmidt: Seelandschaft mit Pocahontas – Regie: Oliver Sturm (HR/RBB)[6][7]
- 2010: Ronald Steckel: Der Fälscher-Ingenieur (DLR/NDR)
- 2010: Lothar Trolle:  Hans (im Glück) – Regie: Götz Naleppa (RBB)
- 2010: Allen Weiss: Glissando – Regie: Marcus Gammel (DLR)
- 2011: Uta Ackermann/Werner Fritsch: Supermarkt (RBB)
- 2011: Friedemann Schulz Abschaum – Regie: Harald Krewer (Radio-Tatort – RB)[8]
- 2011: Jörg Graser: Kreuzeder und die Kellnerin – Regie: Stefan Dutt (DLR)
- 2011: Carla Spies: Into the light – Regie: Thomas Doktor, (auch:  Viktor Berger und Falcos letzte Fahrt.)  (SWR)
- 2011: Ronald Steckel:  Ramana – Regie: Ronald Steckel (RBB)
- 2012: John von Düffel: Ein klarer Fall – Regie: Christiane Ohaus (Radio-Tatort – RB)[9]
- 2012: Jörg Graser:  Kreuzeder und der Tote im Wald – Regie: Stefan Dutt (DLR)
- 2012: Grace Yoon nach James Joyce: Anna Livia Plurabel – Regie: Grace Yoon (Hörspiel – RBB)
- 2012: Pia Hierzegger:  Vernetzt denken – Regie: Anouschka Trocker (DLR)
- 2012: Guido Gin Koster:  Als Amelie und Onkel Theo in den falschen Zug gestiegen sind – Regie: Klaus-Michael Klingsporn (DLR)
- 2012: Ginka Steinwachs: Dichten in Fahrtrichtung oder Leckermänner – Regie: Götz Naleppa (DLR/RB)
- 2014: Friedemann Schulz: Dancing Queen – Regie: Thomas Wolfertz (Radio-Tatort – HR)
- 2014: Irina Liebmann: Erzähl mir von Russland – Regie und Bearbeitung: Barbara Plensat (Hörspiel – RBB)
- 2014: Johanna Olausson: Refuse, Reduce, Reuse – Regie: Johanna Olausson (Feature – Dkultur)
- 2015: Karl-Heinz Bölling: Irgendwann geht alles kaputt – Regie: Stefanie Hoster (Hörspiel – DKultur)
- 2015: Friedemann Schulz: Rote Wasser – Regie: Thomas Wolfertz (Radio-Tatort – HR)
- 2015: Walter Serner: Die Tigerin – Bearbeitung/Regie: Leopold von Verschuer (BR 2015). Podcast: BR Hörspiel Pool
- 2021: Maximilian Karakatsanis: Hotel C – Regie: Maximilian Karakatsanis (WDR 2021)

Regie
- 2008: Thomas Brasch: Mädchenmörder Brunke – Bearbeitung: Matthias Baxmann (DKultur)
- 2012: Stefan Zweig: Brief einer Unbekannten (RBB)
- 2015: Tom Hillenbrand: Rotes Gold (Kriminalhörspiel – DKultur)

## Auszeichnungen und Nominierungen
- 2003: Hörspiel des Monats Juni für Peter Steinbach: Die wunderbare Welt des Jean-Henri Fabre.
- 2003: Hörspiel des Monats September für Albrecht Behmel: Ist das Ihr Fahrrad, Mr. O’Brien?
- 2004: Hörspiel des Monats März für  Heimrad Bäcker: Epitaph
- 2007: Nominierung Deutscher Hörspielpreis für Die Legende vom heiligen Trinker
- 2008: Kinderhörspielpreis der Stadt Karlsruhe für 20 000 Meilen unter dem Meer